# Toteisloch (Herbisried)

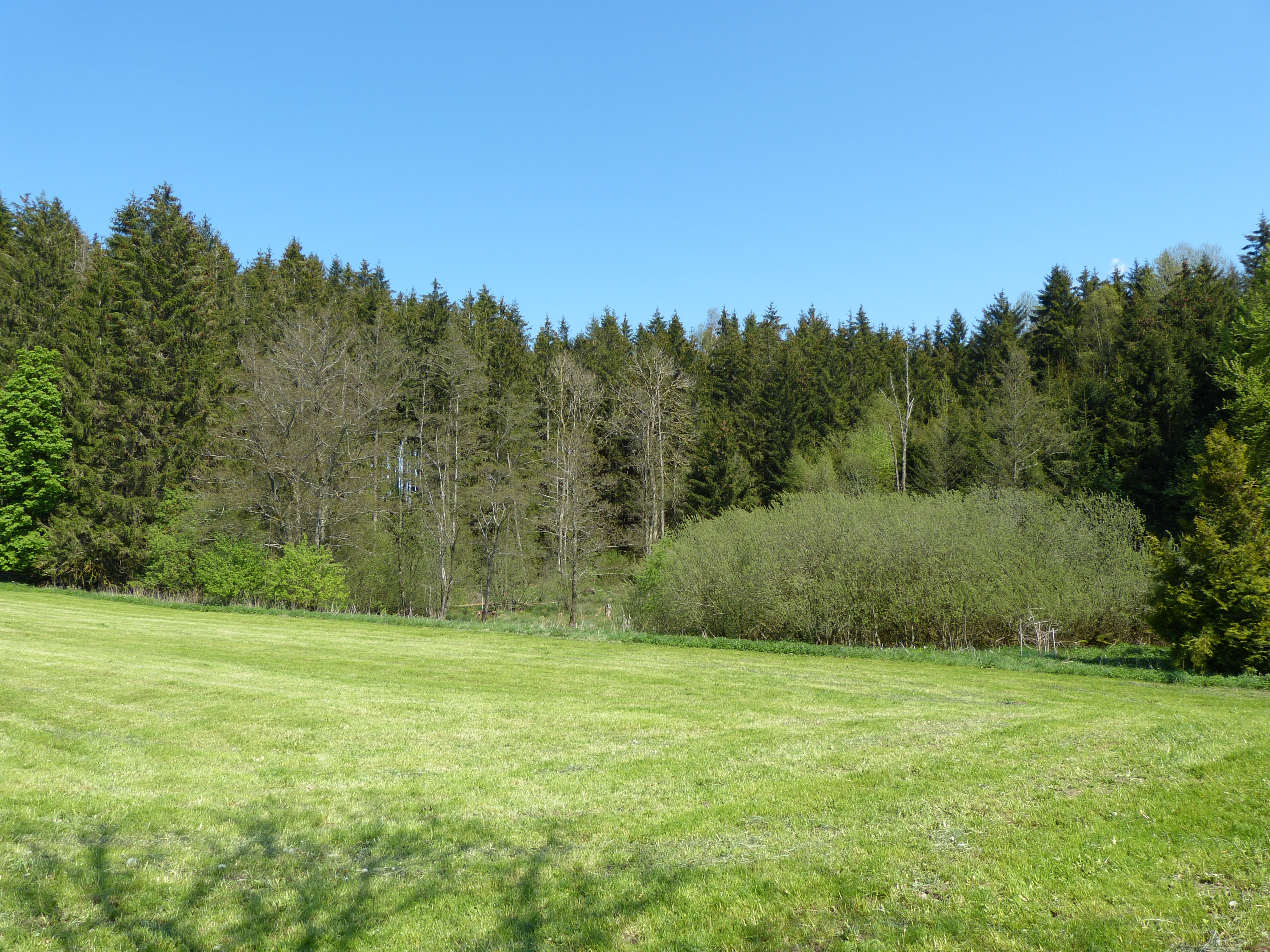
Toteisloch bei Herbisried (Geotop Nr. 778R002)

Das Toteisloch bei Herbisried einem Ortsteil der Gemeinde Bad Grönenbach im Landkreis Unterallgäu (Bayern) ist ein eingetragenes Geotop mit der Nummer 778R002. Es befindet sich auf einer Höhe von 762 m ü. NN links der Straße des Dorfes Herbisried zum Weiler Sommersberg am Waldrand. Seine Ausdehnung erstreckt sich auf einer Länge von 50 Metern, einer Breite von 20 Metern und einer Höhe von 2 Metern auf einer Fläche von rund 1000 m². Die mäßig eingetiefte Hohlform weist eine von der Umgebung deutlich abweichende Vegetation auf. Das verlandete Toteisloch ist anmoorig und stellenweise nass. Entstanden ist es am Gletscherrand des ausgehenden Hochglazials der Würmeiszeit. Das nicht geschützte Geotop wird vom Bayerischen Landesamt für Umwelt in der Region sowie überregional als selten und mit regionalgeologisch als bedeutend eingestuft.

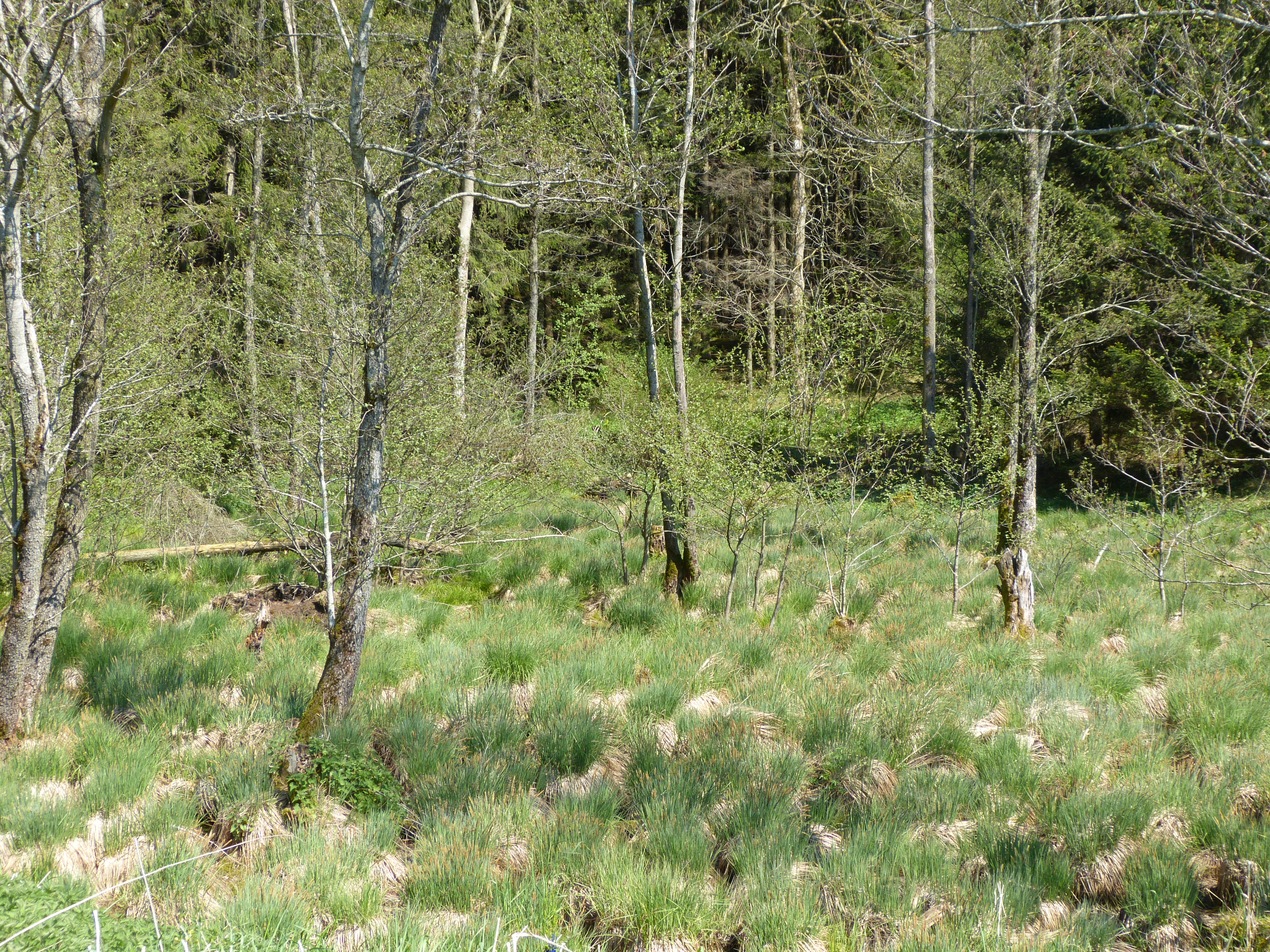
Vegetation des Toteislochs
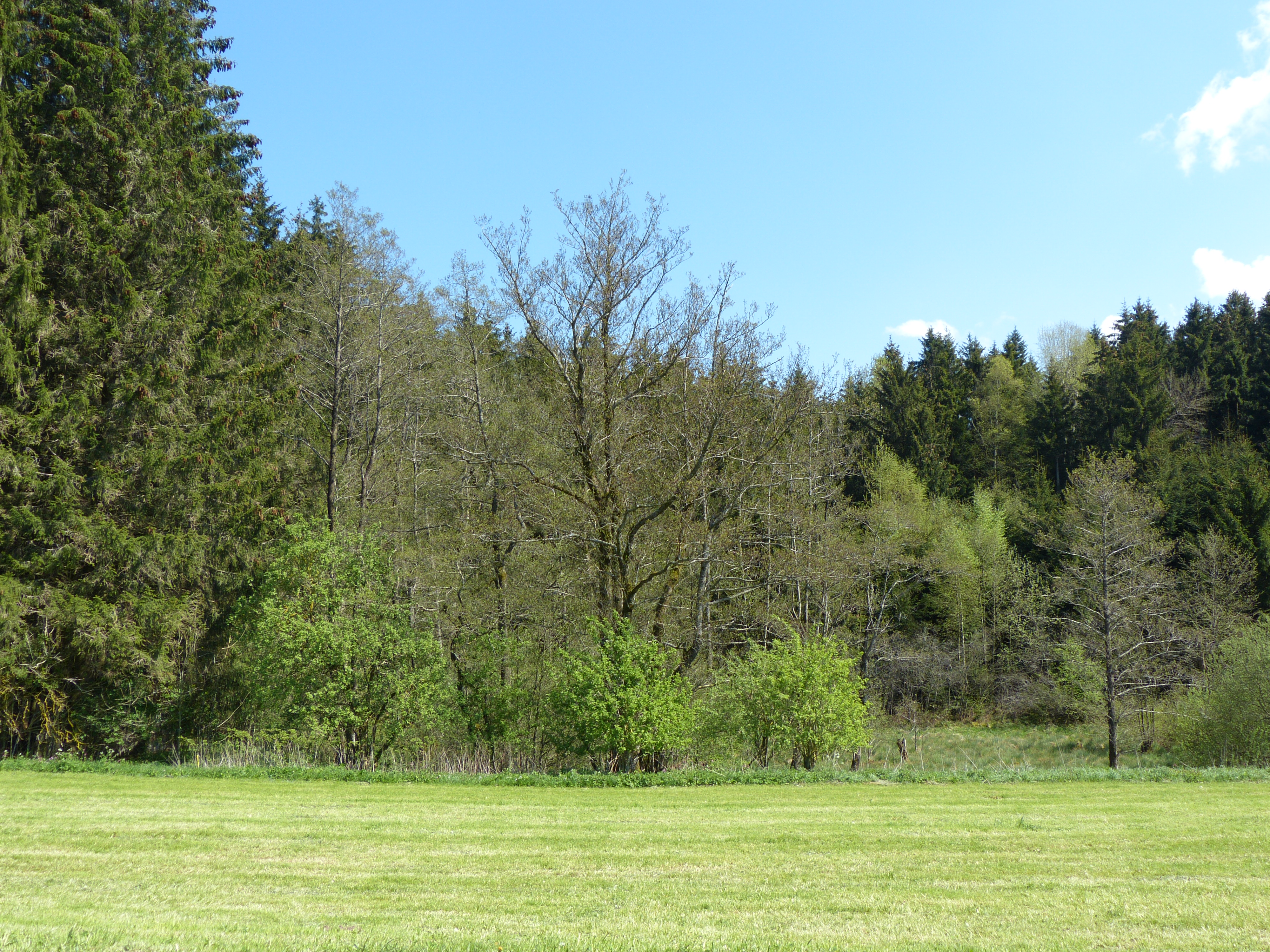
Übergang der Vegetation von Wald zur anmoorigen des Toteislochs